# Christian Heinrich zu Sayn-Wittgenstein-Berleburg
Christian Heinrich zu Sayn-Wittgenstein-Berleburg (* 12. Dezember 1753 auf Schloss Berleburg; † 4. Oktober 1800 auf Jagdhaus Röspe) war der erste Fürst dieser Linie, von 1773 bis 1800 Landesherr der nördlichen Grafschaft und der Reichsherrschaft Homburg und galt als der bedeutendste Musiker des Adelshauses Sayn-Wittgenstein-Berleburg.

## Leben und Wirken
Christian Heinrich wurde am 12. Dezember 1753 in Berleburg als zweitältester Sohn des regierenden Grafen Ludwig Ferdinand zu Sayn-Wittgenstein-Berleburg (1712–1773) und seiner Ehefrau Friederike Christiane zu Ysenburg-Büdingen (1721–1772) geboren.
Er wurde im Alter von sieben Jahren Erbgraf, nachdem sein älterer Bruder Wilhelm Ludwig (1751–1760) verstarb. Neben seiner schulischen Ausbildung erhielt Christian Heinrich auf Initiative seiner Musik begeisterten Eltern recht früh Klavier- und Gesangsunterricht beim Konzertmeister und Musikdirektor des gräflichen Hofes, Bernhard Hupfeld. Sein Fleiß und seine Begabung versetzten den jungen Grafen in die Lage, in beiden Fächern eine hohe Virtuosität zu erreichen. Mit 13 Jahren sang er bereits vor fremdem Publikum die erste Arie. Bis zum 16. Lebensjahr soll es ihm möglich gewesen sein, die Stimmhöhe des Diskants, bekannt auch als Knabensopran, zu erreichen. Er bekam zudem bereits in Berleburg Unterricht an der Flöte und am Violoncello.
1771 nahm Christian Heinrich, begleitet vom Hofmeister Bode, sein zweijähriges Studium (Jura und Kameralistik) in Göttingen auf. Während seiner Studienzeit nahm er weiteren Violoncello-Unterricht bei dem akademischen Konzertmeister Georg Philip Kreß und beteiligte sich an Konzerten. In Göttingen pflegte er Kontakte zu dem Philosophen Georg Christoph Lichtenberg (1742–1799).
Die Krebserkrankung seiner Mutter veranlasste Christian Heinrich zur Heimkehr nach Berleburg, wo er am 4. August 1772 eintraf, zwölf Tage vor ihrem Tod. Nach der Beerdigung suchte der ebenfalls schwer kranke Vater die Nähe seines Sohnes und zog mit ihm für mehrere Wochen ins Jagdhaus Röspe. Am 26. Oktober reiste Christian Heinrich wieder nach Göttingen. Mehrfach suchten ihn Boten aus Berleburg auf, um ihn zur Rückkehr in die Grafschaft zu bewegen. Zur Übernahme der dortigen Regentschaft fehlte ihm allerdings noch ein Mündigkeitsattest (Venia aetatis), um mit seinen jugendlichen 19 Jahren die Nachfolge seines Vaters antreten zu können. Mit Unterstützung der Göttinger Rechtswissenschaftler und Professoren Johann Stephan Pütter (1725–1807) und Georg Ludwig Böhmer (1715–1797) sowie einem Zeugnis der juristischen Fakultät der Universität Göttingen konnte die gewünschte Bescheinigung beschafft werden. Als Christian Heinrich dann am 19. Februar 1773 in Berleburg ankam, war sein Vater bereits verstorben. Nachdem die Volljährigkeit des jungen Grafen im April 1773 am kaiserlichen Hof anerkannt wurde, konnte Christian Heinrich seinem Vater in der Regierung der Grafschaft Wittgenstein-Berleburg nachfolgen.
Am 4. September 1792 wurde Graf Christian Heinrich von Kaiser Franz II. in den Reichsfürstenstand erhoben. Am 14. Januar 1793 verlieh ihm der preußische König Friedrich Wilhelm II. den Roten Adlerorden.
Christian Heinrich konnte seine musikalische Begabung und Passion als Landesherr besonders ausleben. Er spielte Klavier, Violoncello, Flöte und Pauke und komponierte auch. Die alte Hofkapelle seines Vaters löste er auf und gründete eine neue, die er intensiv förderte. Sie bestand in wechselnder Besetzung aus jungen Berufsmusikern, Angestellten der Hofverwaltung und der Dienerschaft, aus Mitgliedern der fürstlichen Familie und Gästen des Hauses. Wöchentlich wurden Konzerte gegeben. Hinzu kamen einzelne Oratorienaufführungen und auch Fest- und Tanzmusik zu familiären oder repräsentativen Anlässen.
Während seiner Regentschaft veranlasste er den Bau des Marstalls am Schloss Berleburg sowie ein neues Jagdhaus im Homrighäuser Tal (heute: Forsthaus Homrighausen). Seine Bautätigkeit, die regen musischen Aktivitäten bei Hofe und seine kostspielige Hofhaltung führten zu einer Verarmung des Territoriums. Christian Heinrichs Versuche, durch wirtschaftspolitische Impulse (Kupferbergbau in Diedenshausen bzw. Eisenerzgewinnung in Aue und Wingeshausen, eine Schmelzhütte ebenda), dem Land zu einem Aufschwung zu verhelfen, waren letztlich erfolglos.

## Familie
Christian Heinrich vermählte sich am 16. April 1775 zu Grünstadt mit der sechzehnjährigen Charlotte Friederike Franziska (1759–1831), der einzigen Tochter des Grafen Christian Johann zu Leiningen-Westerburg (1730–1770) und seiner Ehefrau Christiane Franziska Eleonore, Wild- und Rheingräfin zu Salm-Grumbach (1735–1809). Der Einzug des jungen Regentenpaares am 5. Mai 1775 in Berleburg und die sich anschließenden mehrtägigen Feiern werden vom Chronisten Johann Daniel Scheffer ausführlich geschildert. Aus der Ehe gingen zwölf Kinder hervor.
Als Christian Heinrich am 4. Oktober 1800 im Alter von 46 Jahren starb, sein ältester Sohn Christian Ludwig Wilhelm war bereits 1783 verstorben, wurde sein zweitältester Sohn Albrecht regierender Fürst zu Sayn-Wittgenstein-Berleburg. Allerdings sollte dessen Regierungszeit nur noch sechs Jahre dauern, da sein Fürstentum in der Rheinbundakte 1806 mediatisiert und zunächst dem Großherzogtum Hessen-Darmstadt angeschlossen, dann aber 1815 auf Beschluss des Wiener Kongresses an Preußen abgegeben wurde.